# String (Kleidung)

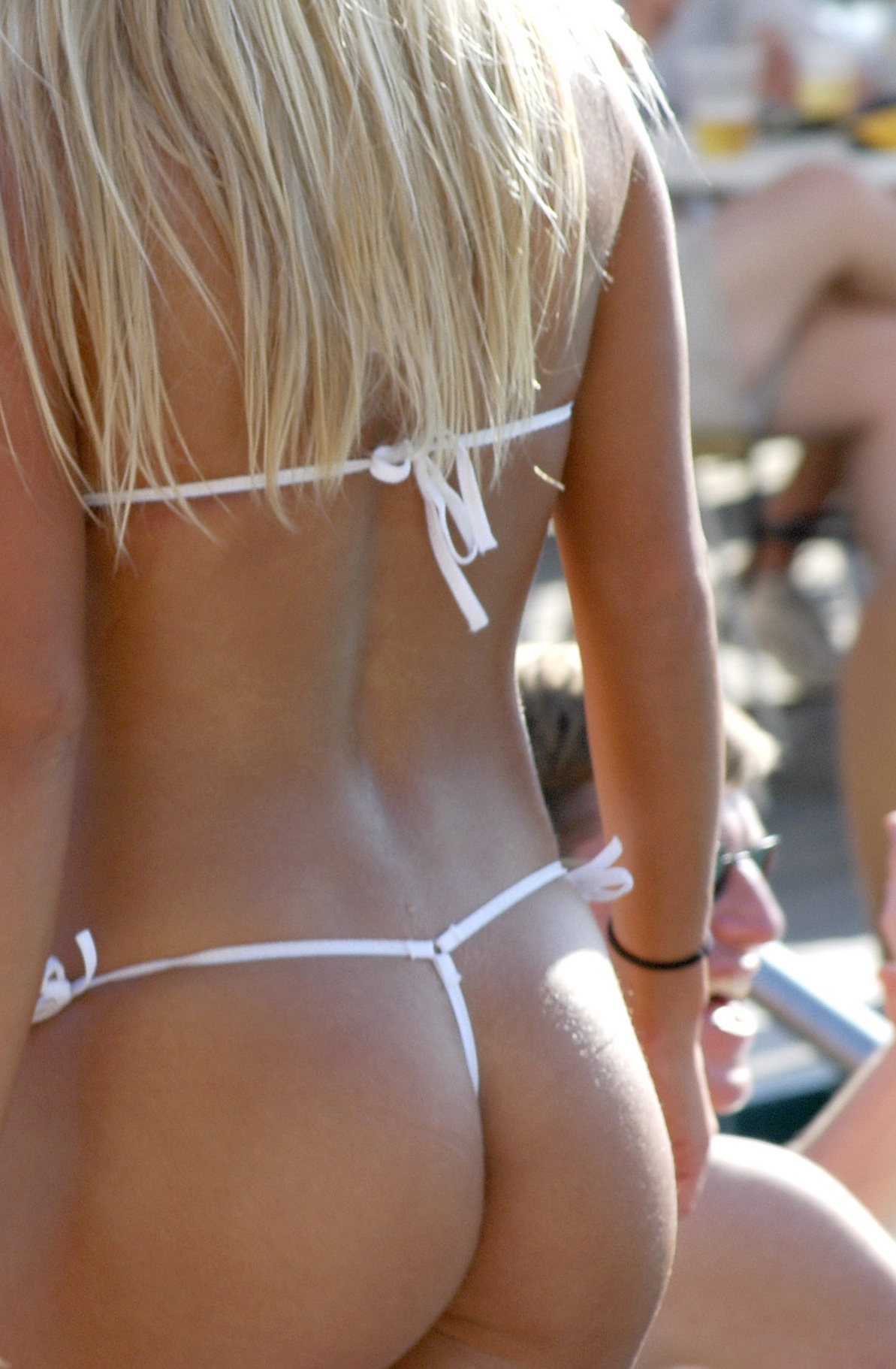
Frau mit String

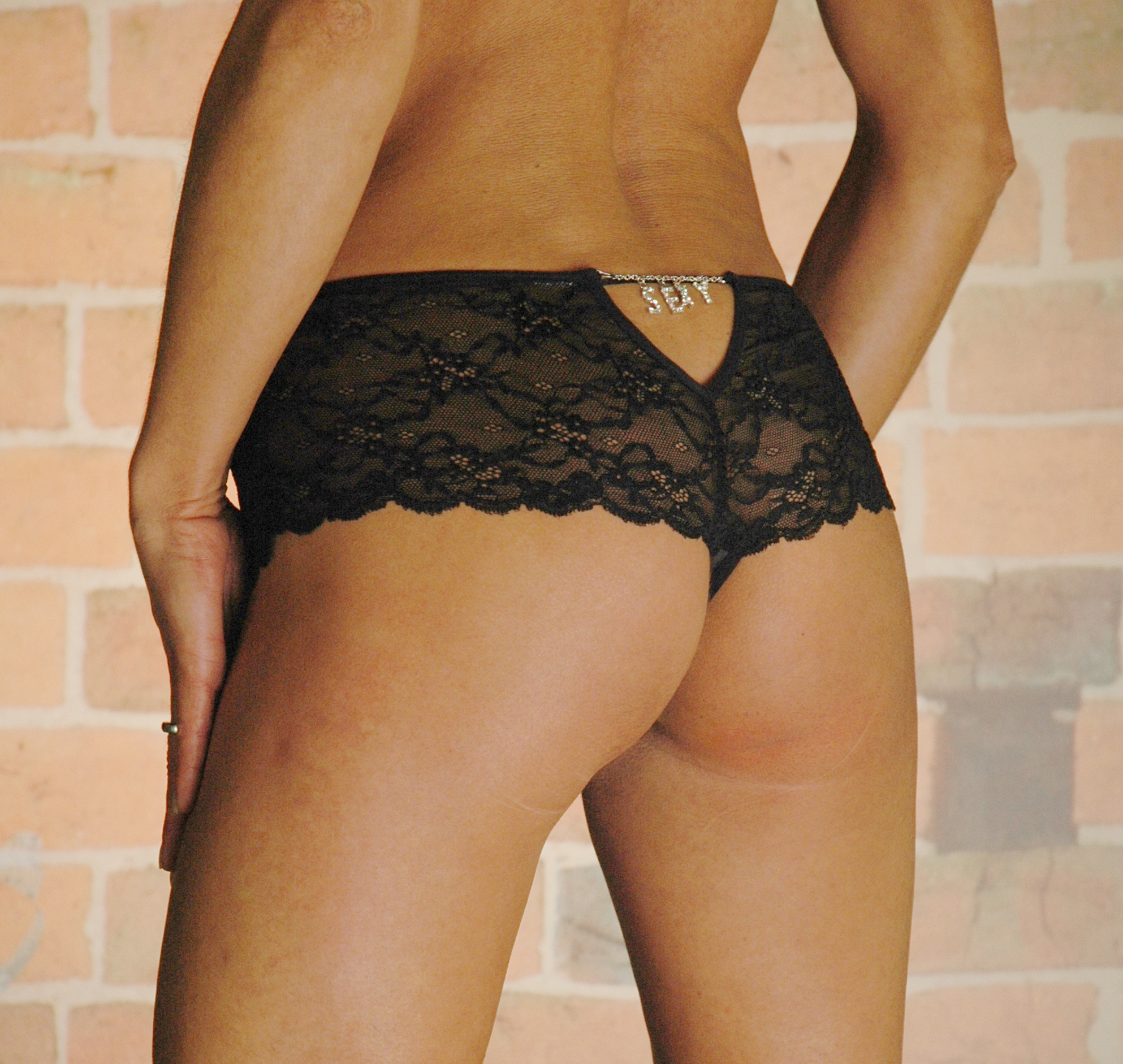
Stringpanty als Unterwäsche

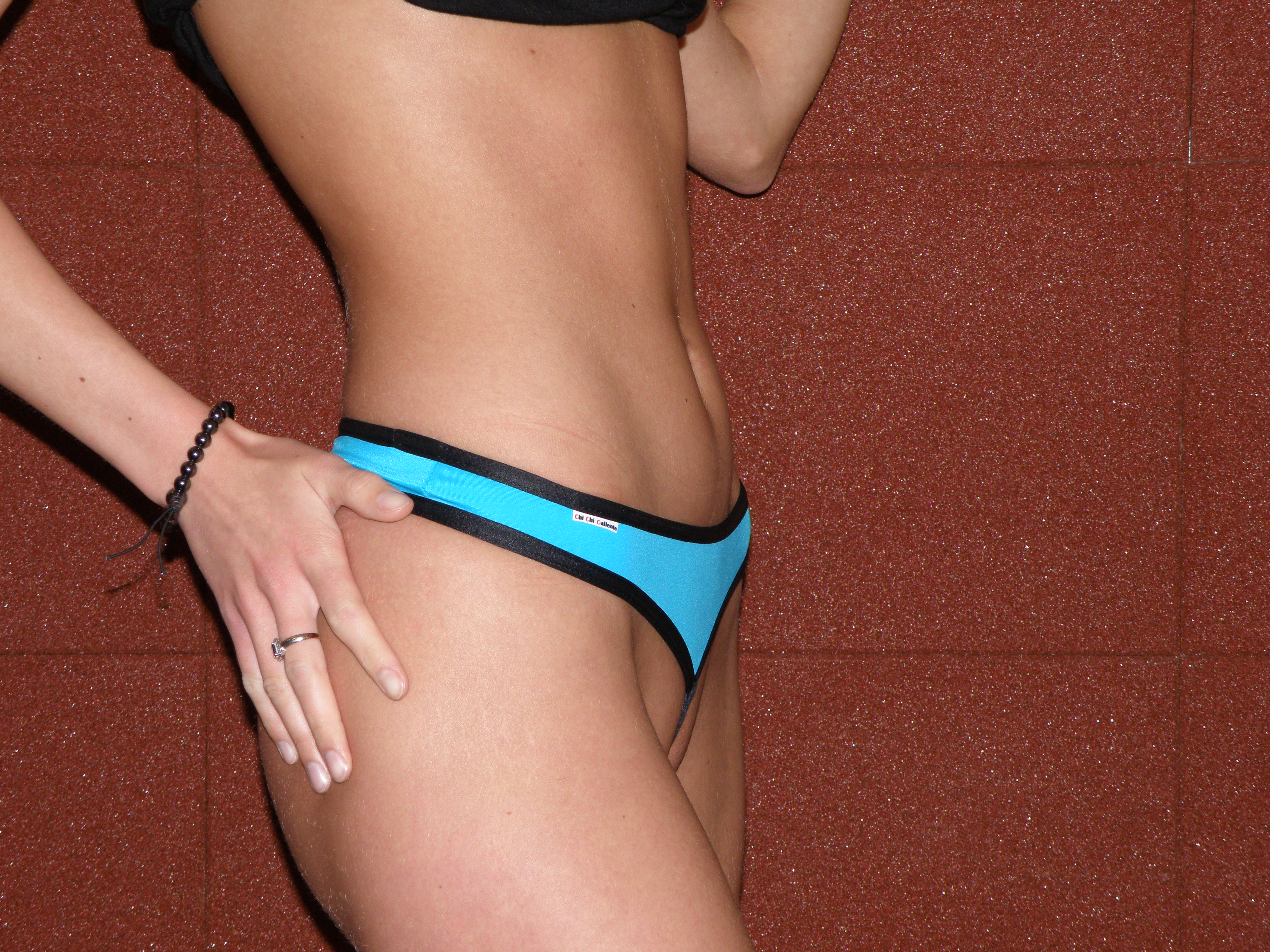
T-front Stringtanga

Der Begriff String (englisch Schnur, Saite) oder Thong (englisch Riemen) bezeichnet eine Form der Unterhose, welche sich durch einen knappen Schnitt und einen in der Gesäßspalte sitzende Schnur oder Riemen auszeichnet. Strings können sowohl von Männern als auch von Frauen getragen werden. Synonym wird diese Bezeichnung auch für String-Tangas verwendet, da die hoch endende Gesäßspalte den Übergang in einen schmalen Hüftteil begünstigt. Verdeutlicht durch die Existenz von z. B. Miederstrings, Stringbodys und Stringslips sind Strings nicht zwangsläufig Tangas.

## Etymologie und Sprachliches
String bedeutet auf Englisch "Saite" oder „Schnur“, Tanga (ein aus Brasilien stammendes seitlich geschnürtes Bikiniunterteil) ist von Kimbundu ntanga oder von Portugiesisch Tupi tanga abgeleitet, beides bedeutet „Lendenschurz“. Die Herkunft des Begriffs G-string ist unklar, allerdings taucht er in der englischen Sprache bereits Anfang des 19. Jahrhunderts auf. Die sprachliche Herleitung von der G-Saite eines Musikinstrumentes ist zwar populär, aber unbelegt.
Im englischen Sprachraum ist die Bezeichnung Thong, also Riemen, gebräuchlicher. Der Ursprung stammt aus dem Altenglischen þwong für Lederband.
Umgangssprachlich wird der String auf Brasilianisch auch fio dental, „Zahnseide“, genannt. Die US-amerikanische Version ist butt floss, „Hintern-Zahnseide“.
Eine der detailliertesten Beschreibung in der englischsprachigen Literatur lautet wie folgt: „Kleine Änderungen des Schnitts bescherten diesen knappen Höschen verschiedene Titel – vom Thong, mit einem 1 Zoll breiten Streifen Stoff den Rücken hinab, zum G-String, welcher, wie die spanische Entsprechung andeutet (hilo dental), mehr wie eine Stoffschnur zwischen die Zähne passt.“ Demnach träfe die Bezeichnung Riemen oder Thong für die meisten Kleidungsstücke dieser Art im deutschsprachigen Raum zu.

## Historische Entwicklung
Als String ausgestaltete Lendenschurze oder Genitalzierden gehören zu den ältesten Kleidungsstücken der Menschheit. Schon vor dem Auszug aus Afrika vor mehreren zehntausend Jahren sind ähnliche Kleidungsstücke belegt, wie sie z. B. bei den Khoisan im südlichen Afrika vor allem von Männern seit Jahrtausenden getragen werden.
In Japan war bis in etwa zur Niederlage im Zweiten Weltkrieg das Fundoshi (褌) die traditionelle Unter- und Badebekleidung für Männer. Nach 1945 wurde das Fundoshi zunehmend unpopulär.
In der westlichen Welt wurde der String erst im späten 20. Jahrhundert populär. Ab den 1970er Jahren tauchte er infolge der zunehmenden Lockerung der Sexualmoral und den damit einhergehenden modischen Veränderungen und als logische Weiterentwicklung der Bikinimode (oben ohne, hochgeschnittene, sogenannte französische Beinausschnitte) vereinzelt als Bademode und als Reizwäsche auf, die Zeitschrift Stern zeigte ihn im Zuge der sogenannten Sexwelle etwa 1972 und 1974. Der modische Mainstream blieb davon allerdings noch weitgehend unbeeinflusst.
In den 1990er Jahren wurden Strings als Frauenunterwäsche populär, anfangs befördert durch den Vorteil, dass sich unter enger, dünner oder heller Beinbekleidung im Gegensatz zu herkömmlichen Slips keine sichtbare Sliplinie bildet. Einhergehend mit dieser Mode stieg die Verbreitung des String in der Bademode und letztlich sehr eingeschränkt auch in der Herrenmode.

## Stile
Obwohl einige Begriffe pars pro toto und teilweise uneinheitlich verwendet werden, stellen sich doch separate Stile ein, die mit einer Bezeichnung, aber nicht mit anderen versehen werden können. String trifft beispielsweise eigentlich nur eine Aussage über den Schrittbereich, z. B. auch in Stringbody oder Stringhipster, und damit zur Bedeckung der Pobacken, während Tanga sich lediglich auf die Seitenteile bezieht. Buchstabenvorsätze leiten sich entweder von der Dicke der Verbindungsteile (G) oder von der Form der Steißverbindung (T, V, Δ) bzw. des gesamten Kleidungsstücks (C) ab. T-Front Strings haben die schmale Schnur auch im Vorderteil.
| Name           | Seiten                       | Steiß                      | Schritt            | Beispiel |
| -------------- | ---------------------------- | -------------------------- | ------------------ | -------- |
| Tanga          | breiter als Schnur           | meist Dreieck              | breiter als Schnur |          |
| String         | beliebig                     | beliebig                   | Schnur             |          |
| Stringtanga    | Schnur, evtl. gebunden       | kleines Dreieck            | Schnur             |          |
| G-String       | Schnur, evtl. gebunden       | evtl. verzierte Verbindung | Schnur             |          |
| T-Front String | meist Schnur, evtl. gebunden | nur Verbindung             | Schnur             |          |
| Δ-String       | meist Schnur, evtl. gebunden | stofffreies Dreieck        | Schnur             |          |
| V-String       | meist Schnur, evtl. gebunden | keine Verbindung           | Schnur             |          |
| G-Thong        | beliebig, selten gebunden    | schnell verjüngend         | Schnur             |          |
| Thong          | beliebig, selten gebunden    | schnell verjüngend         | sehr schmal        |          |
| C-String       | keine                        | frei                       | drahtverstärkt     |          |

## Optische Wirkung
Galt anfangs noch die Unauffälligkeit von G-String-Unterwäsche als Vorteil, so wurde sie in der Folge in der Damenmode aktiv als optischer Reiz eingesetzt, indem der String in Verbindung mit Hüfthosen und -röcken höher als der Bund des Beinkleides gezogen wurde, wodurch der Steiß optisch betont wird: Der sogenannte Whale Tail hat eine ähnliche optische Wirkung wie die „Arschgeweih“-Tätowierung.

## Herrenstring

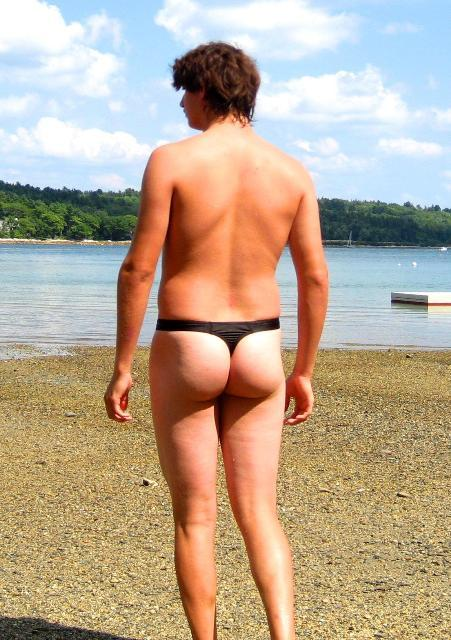
Herrenstring

Es werden auch Strings für Männer angeboten, diese sind allerdings nicht so weit verbreitet wie Strings für Frauen.

## Stringtangas für Kinder
Es werden auch Stringtangas für Kinder, hauptsächlich Mädchen, angeboten. Die Anfänge gehen dabei auf Brasilien in den 1990er Jahren zurück. Das Angebot umfasst inzwischen Stringtangas für Kinder ab etwa 2 Jahren. Diese Entwicklung wird von Verbrauchern und Kinderschutzverbänden kritisch aus Sorge vor möglichen Anreizen für Menschen mit pädophilen Neigungen betrachtet.